# Zlatá hokejka (KHL)
Zlatá hokejka je ocenění pro nejužitečnějšího hráče východoevropské ligy KHL. Od roku 1994 bylo ocenění udělováno i v ruské Superlize.

## Držitelé
| Sezóna                      | Hráč                        | Tým                         |
| Zdroj na eliteprospects.com | Zdroj na eliteprospects.com | Zdroj na eliteprospects.com |
| --------------------------- | --------------------------- | --------------------------- |
| 2024/2025                   |                             |                             |
| 2023/2024                   | Nikita Gusev                | HK Dynamo Moskva            |
| 2022/2023                   | Dmitrij Jaškin              | SKA Petrohrad               |
| 2021/2022                   | Vadim Šipačov               | HK Dynamo Moskva            |
| 2020/2021                   | Vadim Šipačov               | HK Dynamo Moskva            |
| 2019/2020                   | Dmitrij Jaškin              | HK Dynamo Moskva            |
| 2018/2019                   | Kirill Kaprizov             | CSKA Moskva                 |
| 2017/2018                   | Nikita Gusev                | SKA Petrohrad               |
| 2016/2017                   | Sergej Mozjakin             | Metallurg Magnitogorsk      |
| 2015/2016                   | Sergej Mozjakin             | Metallurg Magnitogorsk      |
| 2014/2015                   | Alexandr Radulov            | CSKA Moskva                 |
| 2013/2014                   | Sergej Mozjakin             | Metallurg Magnitogorsk      |
| 2012/2013                   | Sergej Mozjakin             | Metallurg Magnitogorsk      |
| 2011/2012                   | Alexandr Radulov            | Salavat Julajev Ufa         |
| 2010/2011                   | Alexandr Radulov            | Salavat Julajev Ufa         |
| 2009/2010                   | Alexandr Radulov            | Salavat Julajev Ufa         |
| 2008/2009                   | Danis Zaripov               | Ak Bars Kazaň               |